# Never Let It End
Never Let It End ist ein Jazz-Album des Albert Mangelsdorff Quartetts, aufgenommen am 23. März 1970 und veröffentlicht auf MPS Records.

## Das Album
Das Album Never Let It End war die erste Produktion des Albert-Mangelsdorff-Quartetts nach dem Weggang von Günter Kronberg 1969. Die Mangelsdorff-Band hatte sich nun in Quartettbesetzung mit dem Saxophonisten Heinz Sauer, dem Bassisten Günter Lenz und dem Schlagzeuger Ralf Hübner und Mangelsdorff selbst dem freien Spiel und der kollektiven Improvisation zugewandt. Albert Mangelsdorff sagte im Gespräch mit Bruno Paulot zu dieser Entwicklung: „Nachdem Günter Kronberg ausgestiegen war, waren wir uns irgendwann einig, auf Themen ganz zu verzichten und nur noch frei zu improvisieren.“ Nach Günter Lenz konnten die Musiker nun „noch weiter herausgehen. Die Harmonik wurde aufgelöst, wir spielten nur noch Klangzentren, auch der Rhythmus wurde immer mehr aufgelöst. Die Entwicklung ging dahin, dass wir irgendwann überhaupt kein Thema mehr gespielt haben“.
Aus den genannten Gründen war für Albert Mangelsdorff selbst das Album Never Let It End „ein Meilenstein, eine Zäsur“ und das Ergebnis der neuen
Konzeption des Zusammenspiels, das sich in zahllosen Live-Auftritten herauskristallisiert hatte. Am Abend zuvor hatte das Mangelsdorff-Quartett auf dem Jazzfestival Frankfurt gespielt, „waren sozusagen frisch von der Bühne gekommen“, äußerte der Posaunist im Gespräch mit Bruno Paulot.

## Bewertung des Albums
Mangelsdorff hielt das Never Let It End-Album für eine besonders geglückte Aufnahme seines damaligen Quartetts; er erinnerte dabei besonders an die Solo-Passagen von Heinz Sauer auf dem Altsaxophon und die kollektiv improvisierten Parts. Mangelsdorff zählte Never Let It End zudem zu den herausragenden Alben der europäischen Szene, gerade durch die Verbindung zwischen freier Improvisation und einem gewissen Haften an der Tradition; er bedauerte nur die wenig engagierte Vermarktungsstrategie durch MPS nach der Veröffentlichung des Original-Albums in den 1970er Jahren.

## Editorische Hinweise
Das Album erschien in einer 2-CD-Edition von Universal Music, gekoppelt mit der 1978 aufgenommenen Platte A Jazz Tune I Hope und Triple Entente (1982) sowie in der 2008 erschienenen 5-CD-Kompilation Mangelsdorff Originals.

## Die Titel

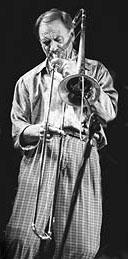
Albert Mangelsdorff

- Albert Mangelsdorff Quartett – Never Let It End (MPS 15274)

1. Wide Open (Mangelsdorff) 3:45
2. Never Let It End (Mangelsdorff) 9:48
3. Certain Beauty (Mangelsdorff) 9:14
4. 13th Colour (R. Hübner) 6:54
5. Open Mind (Mangelsdorff) 4:17
6. Roitz and Spring (H. Sauer) 7:14
7. Nachwort (H. Sauer) 1:50